# خانه وایزمن

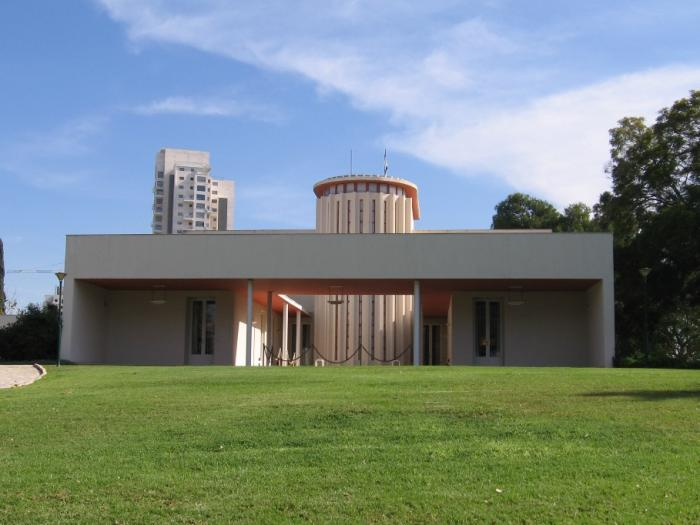
تصویری از محوطه و ساختمان خانه وایزمن.

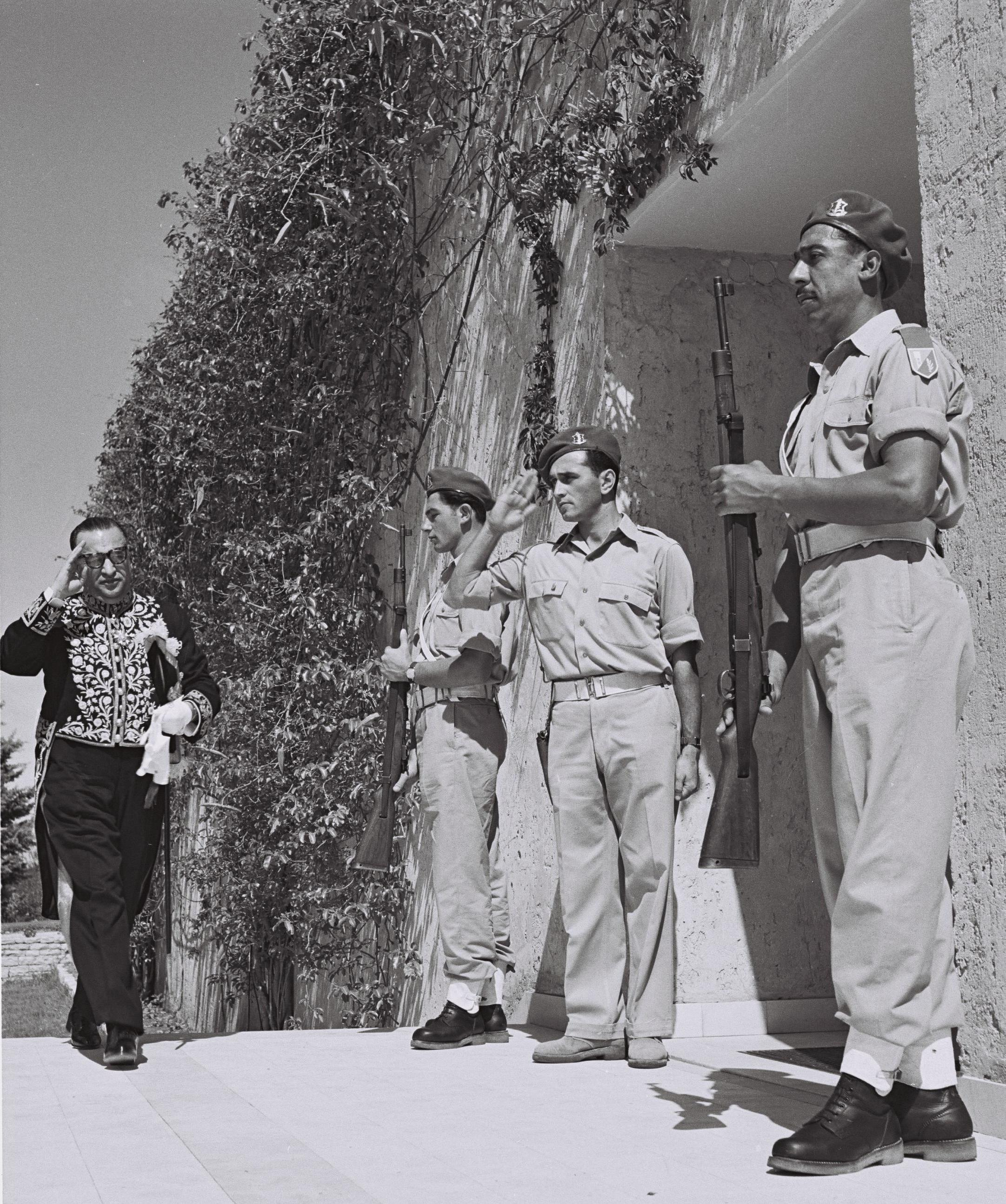
رضا صفی‌نیا، نماینده ویژه دولت شاهنشاهی ایران در اسرائیل، با لباس رسمی تشریفات، در حال ورود به خانه حییم وایزمن، به مناسبت روز جشن استقلال اسرائیل در سال ۱۹۵۰ میلادی.

خانه وایزمن (به عبری: בית חיים ויצמן) اکنون موزه‌ای ملی و خانه سابق حییم وایزمن، اولین رئیس‌جمهور اسرائیل و همسرش وره وایزمن است. خانه وایزمن در شهر رخووت، اسرائیل واقع شده‌است. طراح خانه وایزمن اریک مِندلسون، معمار یهودی‌تبار آلمانی بود. خانه وایزمن در سال ۱۹۳۶ میلادی، ساخته شد.
هم‌اکنون خانه وایزمن در مالکیت موسسه عالی علوم وایزمن قرار دارد. 

## موزه
در سال ۱۹۷۸ میلادی، خانه وایزمن به موزه‌ای ملی تبدیل شد و در آن وسایل، آثار هنری و کلکسیون شخصی حییم وایزمن و همسرش وره وایزمن به نمایش گذاشته شده‌است. هم‌چنین در سال ۱۹۹۱ میلادی، پست اسرائیل، تَمبری پستی را با تصاویری از خانه وایزمن منتشر کرد.